# Båldakatj
Båldakatj är en sjö i Arjeplogs kommun i Lappland och ingår i Piteälvens huvudavrinningsområde. Sjön har en area på 1,51 kvadratkilometer och ligger 402 meter över havet. Båldakatj ligger i Piteälven Natura 2000-område. Sjön avvattnas av vattendraget Mattaureälven.

## Delavrinningsområde
Båldakatj ingår i det delavrinningsområde (735398-161699) som SMHI kallar för Utloppet av Båldakatj. Medelhöjden är 428 meter över havet och ytan är 10,66 kvadratkilometer. Räknas de 29 avrinningsområdena uppströms in blir den ackumulerade arean 323,63 kvadratkilometer. Mattaureälven som avvattnar avrinningsområdet har biflödesordning 2, vilket innebär att vattnet flödar genom totalt 2 vattendrag innan det når havet efter 196 kilometer. Avrinningsområdet består mestadels av skog (70 procent). Avrinningsområdet har 2,12 kvadratkilometer vattenytor vilket ger det en sjöprocent på 19,9 procent.